# Oberliga
Oberliga är ett i Tyskland och Österrike vanligt förekommande namn på sportserier. I Österrike och Förbundsrepubliken Tyskland har serierna i allmänhet varit på regional nivå och alltså längre ner än de nationella serierna, men högre än mer lokala serier. I Östtyskland och Weimarrepubliken var det däremot vanligt att de var de högsta serierna i respektive sport, som t.ex. DDR-Fußball-Oberliga.